# 莫氏肥螈
莫氏肥螈（学名：Pachytriton moi），一种分布于中华人民共和国广西壮族自治区北部的两栖动物，隶属于蝾螈科肥螈属。模式产地为广西龙胜各族自治县花坪国家自然保护区。种加词取自广西自然博物馆研究馆员莫运明的姓氏，以表彰其对广西物种多样性及两栖类研究的贡献。

## 形态特征
模式标本成年雄螈全长190.9毫米。头大略平扁，头长大于头宽。 吻长，吻端钝圆。身体背面及尾两侧深褐色；腹面浅褐色。